# Chumma
Chumma és un gènere d'aranyes de la família dels amauròbids. Són aranyes minúscules i endèmiques de Sud-àfrica, descobertes l'any 2001.

## Sistemàtica
A data d'octubre del 2006, aquest gènere té 2 espècies.
Gènere Chumma Jocqué, 2001
- Chumma gastroperforata Jocqué, 2001 (Sud-àfrica)
- Chumma inquieta Jocqué, 2001 (Sud-àfrica)